# 邁塞德
35°32′31″N 1°07′19″W / 35.54194°N 1.12194°W

邁塞德（阿拉伯语：‎），是阿爾及利亞的城鎮，位於該國西北部艾因泰穆尚特省，由阿姆里耶區負責管轄，面積91平方公里，2010年人口4,519，人口密度每平方公里50人。